# قصر المورق الأثري
قصر خربة المورق  هو قصر أثري يقع غرب مدينة دورا بمحافظة الخليل في قرية المورق إلى الغرب من مدينة الخليل حوالي 15كيلو متر جنوب الضفة الغربية.

## التاريخ
كشفت أعمال التنقيب والحفر في الموقع خلال فترة 1969 و1981، عن بقايا قصر روماني مميز يعود إلى القرن الأول قبل الميلاد، استخدم حتى عام 68م، وهو مبني على نمط القصور الرومانية في روما .

## بناؤه
بني القصر على مساحة 1600 متر مربع، حول فناء معمد يتوسطه بهو معمد مستطيل الشكل ومبلط بأرضية فسيفساء، ويحيط به أربعة أجنحة سكنية مبنية من حجارة منتظمة مغطاة من الداخل بطبقة من القصارة والجبص، وتتكون من غرف للمعيشة والضيافة والخدمات والمخازن، وكان الجناح الشمالي يحتوي على حمام حراري. ويعتبر من أحد المواقع التاريخية والسياحية في محافظة الخليل. ويحتوي على قنوات مياه وآبار، وسراديب وملاجئ، ويسود الإعتقاد أنها استخدمت في فترة الثورة الثانية على الرومان خلال الفترة من (132-135م)، وإسطبلات للخيول، ومدخل دفاعي محصن وجدران وأعمدة وأماكن للضيافة والمعيشة وفسيفيساء.

## صور من قصر المورق

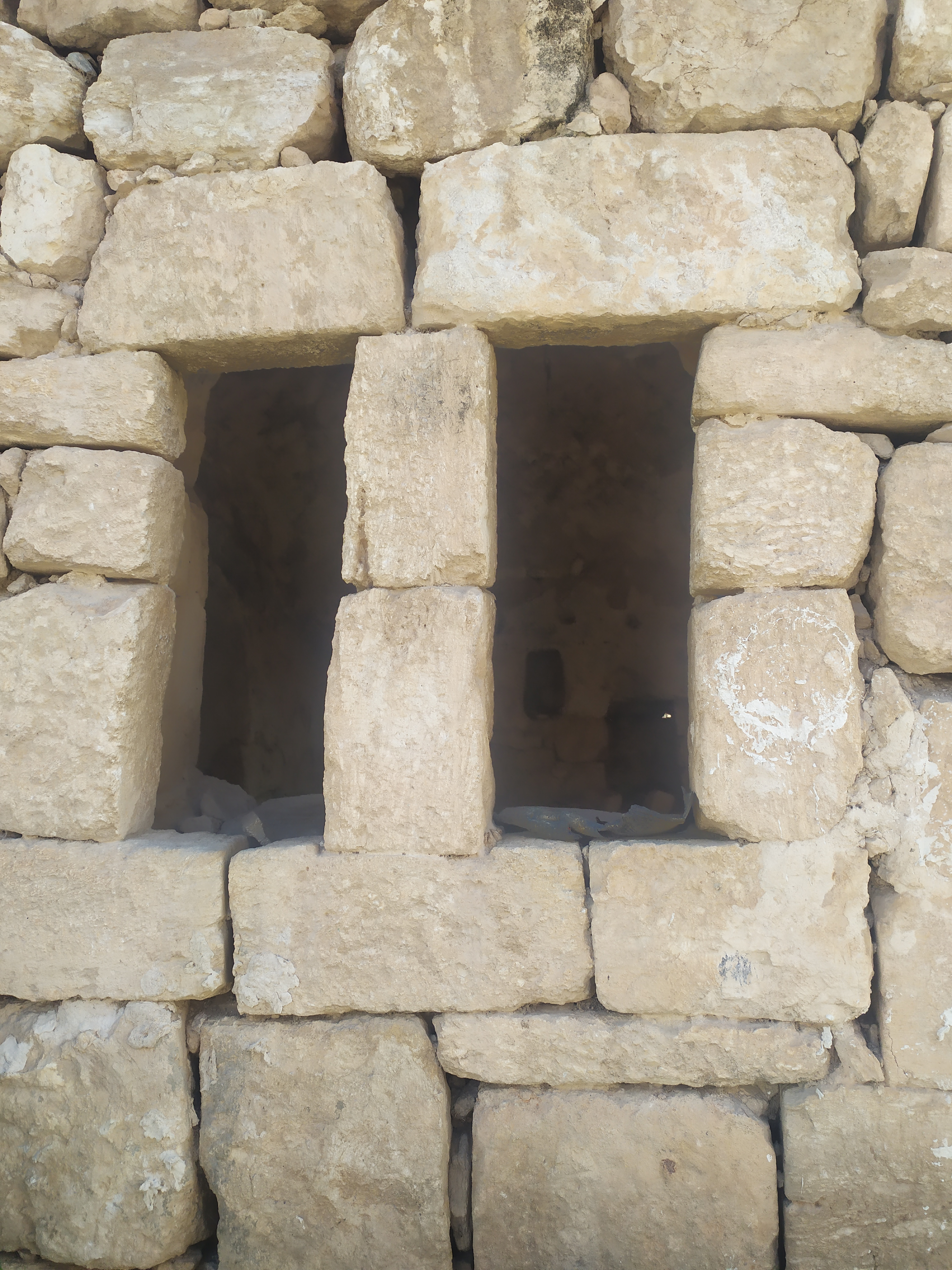
مباني قديمة بمحيط قصر المورق الأثري
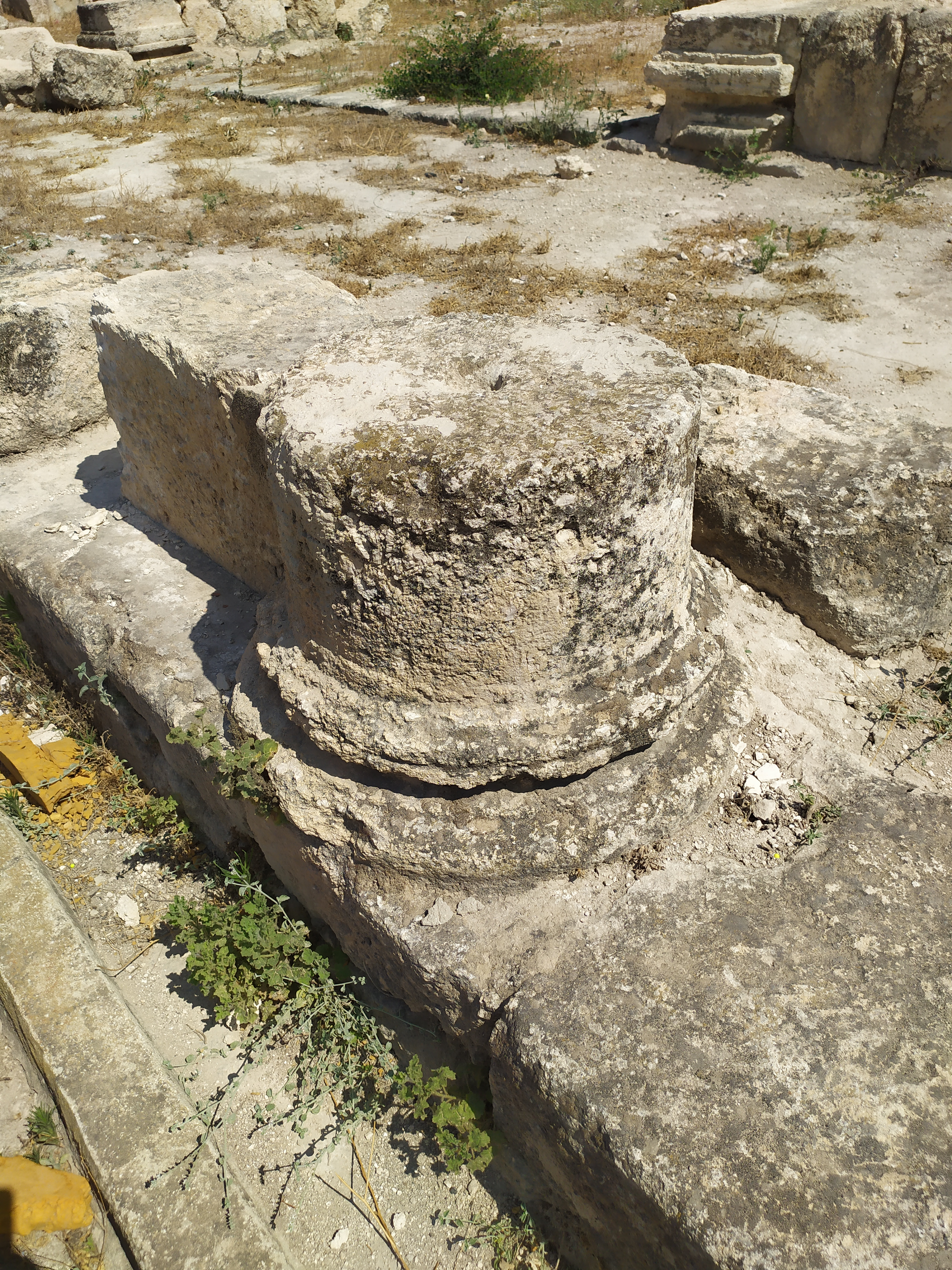
بقايا أعمدة من القصر
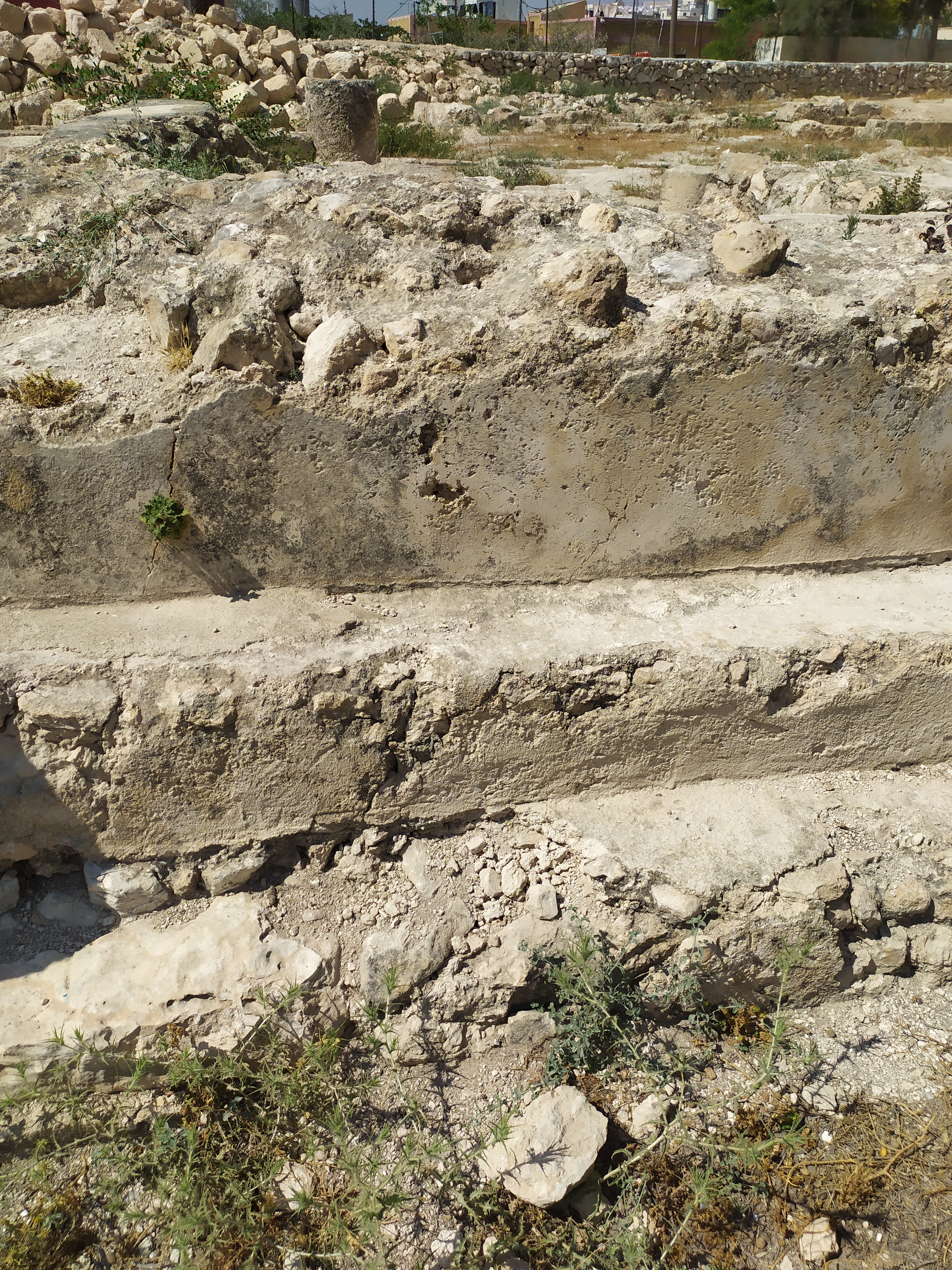
بقايا غرفة محصنة من القصر
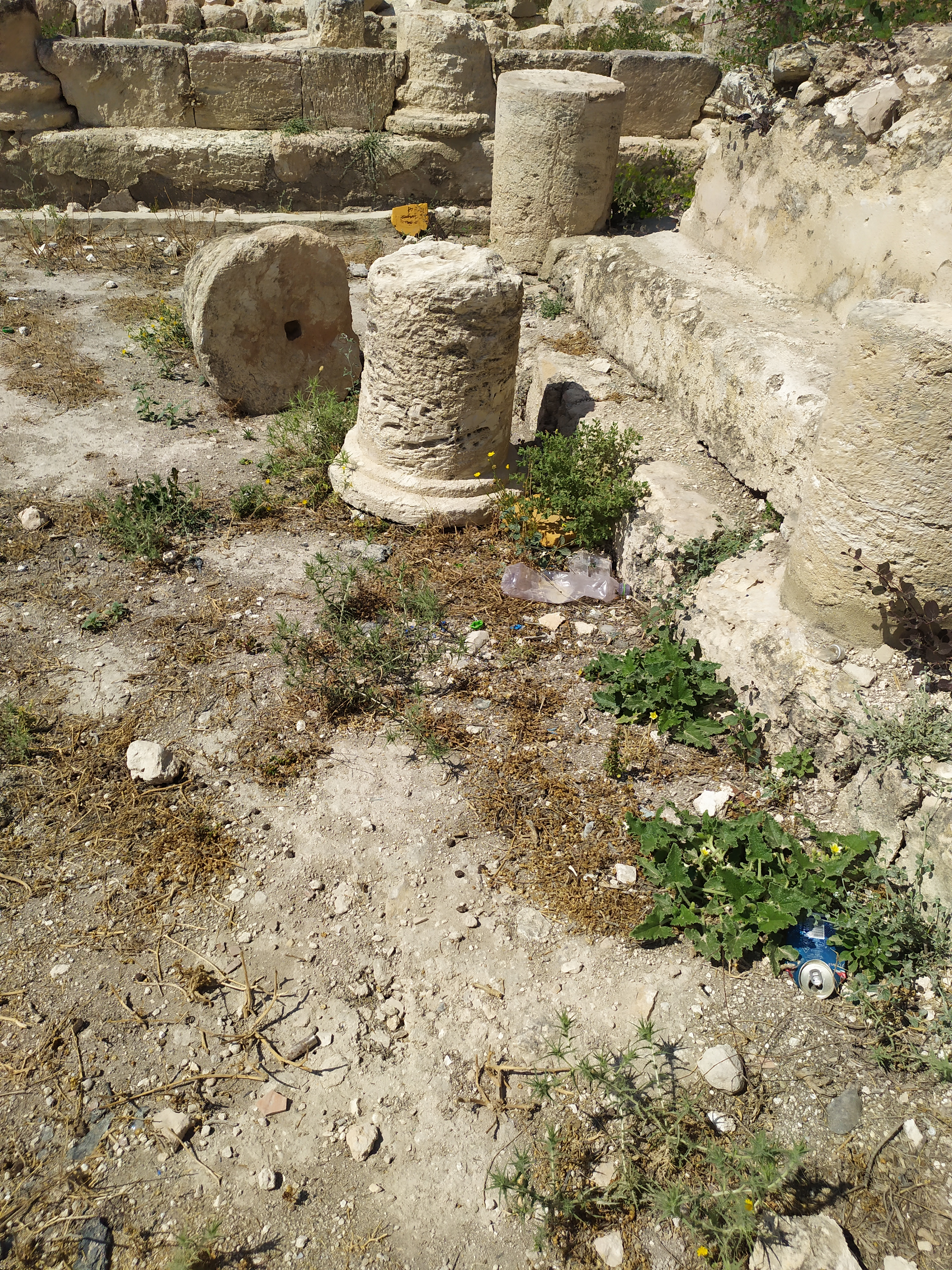
بقايا آثار وأعمدة